# Sam Young
Pour les articles homonymes, voir Sam Young (basket-ball) et Young.
(en) Statistiques sur pro-football-reference
Sam Young (né le 24 juin 1987 à Coral Springs) est un joueur américain de football américain évoluant au poste de offensive tackle en National Football League (NFL) pendant 10 saisons.

## Enfance
Young joue à la Pine Crest School et à la St. Thomas Aquinas High School de Fort Lauderdale. Il joue au poste de tight end au football américain et joue aussi au basket-ball. En 2005, il est nommé joueur de l'année pour l'État de Floride et invité à l'U.S. Army All-American Bowl en 2006.

## Carrière

### Université
Il entre à l'université Notre-Dame et commence à jouer sur la ligne offensive. En 2006, il est nommé dans l'équipe de la saison des All-American pour les étudiants de deuxième année (freshman) par Sporting News. Il effectue durant sa carrière universitaire, cinquante matchs en tant que titulaire consécutivement.

### Professionnel
Sam Young est sélectionné au sixième tour du draft de la NFL de 2010 par les Cowboys de Dallas au 179e choix. Pour sa première saison en professionnel, il entre au cours de deux matchs. Il fait un mauvais camp d'entrainement 2011 et est libéré le 5 septembre 2011. Le lendemain, il signe avec les Bills de Buffalo.
En octobre 2013, il signe avec les Jaguars de Jacksonville.
Le 9 mars 2016 Young signe un contrat d'un an d'un montant de 910000 dollars avec les Dolphins de Miami. Il est libéré lors des dernières coupes le 3 septembre 2016. Il signe une prolongation de contrat d'un an d'un montant de 1,5 million de dollars le 28 décembre 2016.
Il est libéré le 30 juin 2017.
Le 12 août 2019, il s'engage avec les 49ers de San Francisco, mais est libéré lors des dernières coupes 19 jours plus tard. Cependant, le 20 septembre 2019, il signe un contrat d'un an et s'engage à nouveau avec les 49ers.
Le 5 mai 2020, Young s'engage avec les Raiders de Las Vegas. Pendant la saison 2020, il joue onze matchs dont sept comme titulaire après une blessure subie par Trent Brown. Il signe à nouveau avec les Raiders le 10 juin 2021.
Cependant, il prend sa retraite de la NFL le 2 août 2021 avant le début de la saison régulière.